# رئوف عبید

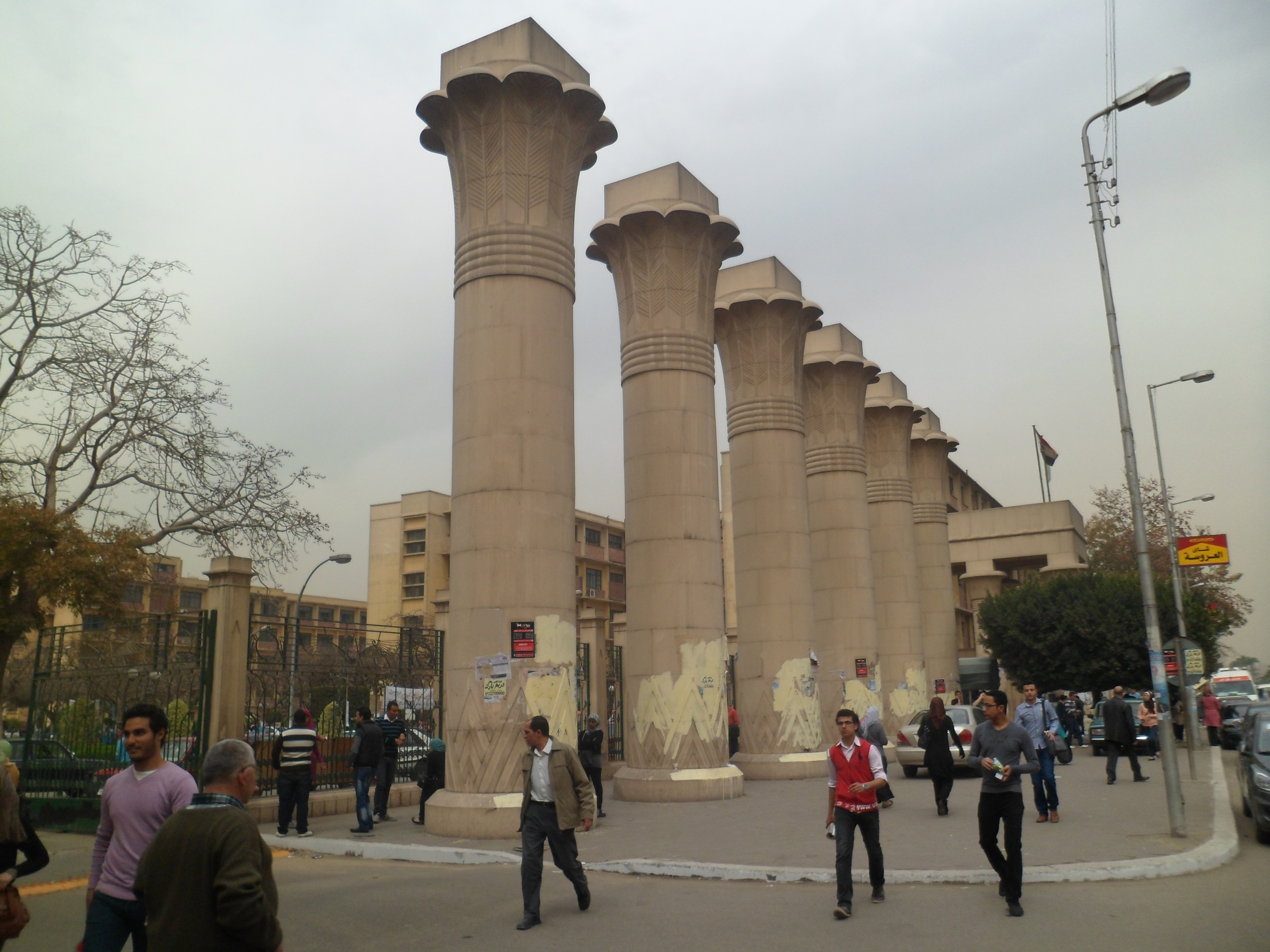
دانشگاه عین الشمس

رئوف عبید استاد حقوق کیفری دانشکده حقوق دانشگاه عین الشمس بود. عبید دارای تالیفات گوناگونی است و بیشتر برای کتاب دو جلدی «انسان روح است نه جسم» (به عربی: الإنسان روح لا جسد) شناخته شده‌است، عبید در سال ۱۹۸۹ میلادی درگذشت.
کتاب «الإنسان روح لا جسد» او در ایران توسط «زین العابدین کاظمی خلخالی» ترجمه و توسط انتشارات «دنیای کتاب» و سایر ناشران منتشر شده‌است.